# 阿倫斯多夫湖

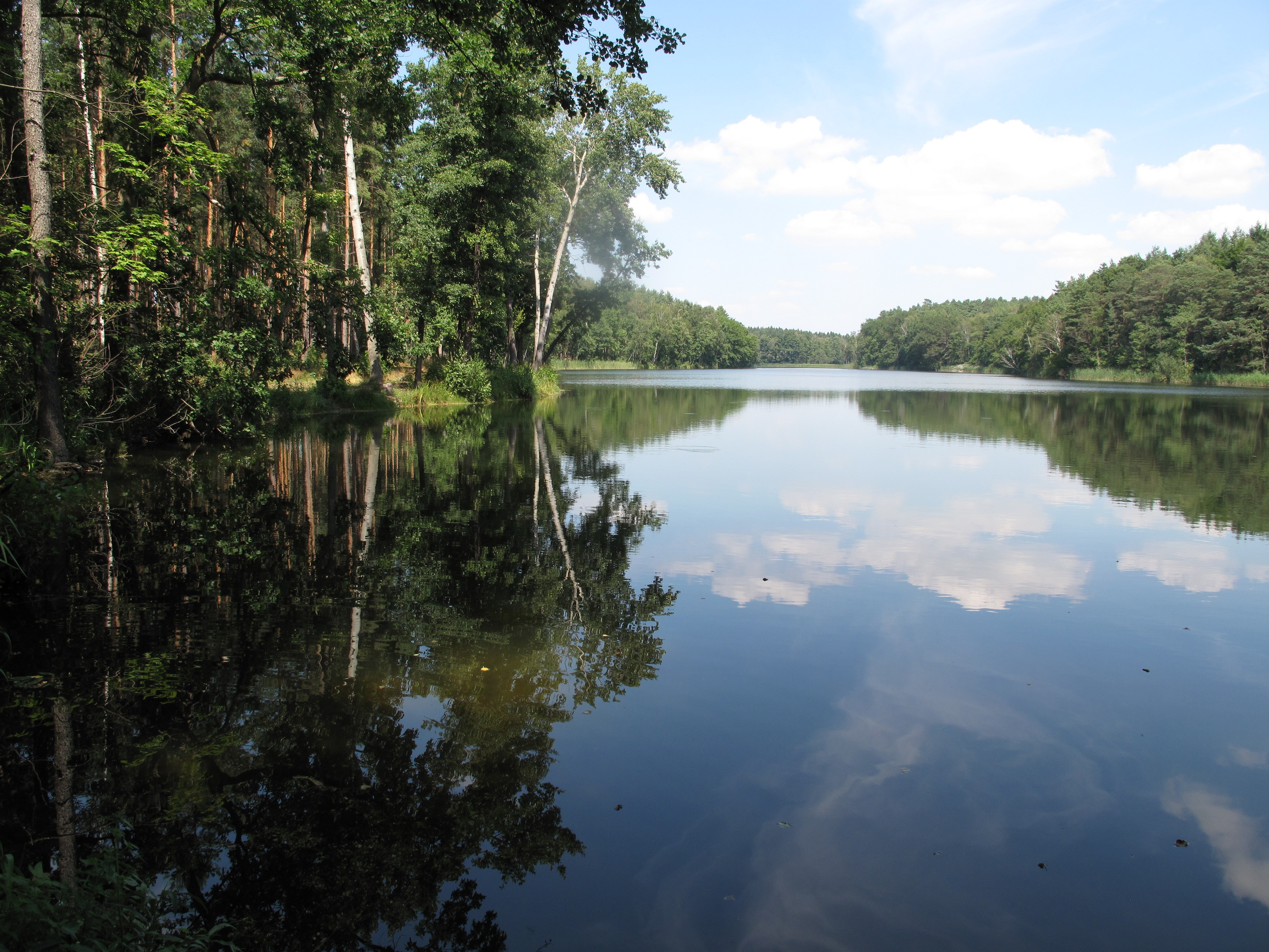

52°10′46″N 14°5′14″E / 52.17944°N 14.08722°E
阿倫斯多夫湖（德語：Ahrensdorfer See），是德國的湖泊，位於該國東北部，由勃蘭登堡州負責管轄，處於阿倫斯多夫，長0.9公里、寬0.2公里，面積0.1平方公里，海拔高度60米，平均水深2米，最大水深7米，湖岸線長度2.5公里。